# Musée allemand de l'horlogerie
 (février 2023).
La mise en forme du texte ne suit pas les recommandations de Wikipédia : il faut le « wikifier ».
Les points d'amélioration suivants sont les cas les plus fréquents. Le détail des points à revoir est peut-être précisé sur la page de discussion.
- Les titres sont pré-formatés par le logiciel. Ils ne sont ni en capitales, ni en gras.
- Le texte ne doit pas être écrit en capitales (les noms de famille non plus), ni en gras, ni en italique, ni en « petit »…
- Le gras n'est utilisé que pour surligner le titre de l'article dans l'introduction, une seule fois.
- L'italique est rarement utilisé : mots en langue étrangère, titres d'œuvres, noms de bateaux, etc.
- Les citations ne sont pas en italique mais en corps de texte normal. Elles sont entourées par des guillemets français : « et ».
- Les listes à puces sont à éviter, des paragraphes rédigés étant largement préférés. Les tableaux sont à réserver à la présentation de données structurées (résultats, etc.).
- Les appels de note de bas de page (petits chiffres en exposant, introduits par l'outil «  Source ») sont à placer entre la fin de phrase et le point final[comme ça].
- Les liens internes (vers d'autres articles de Wikipédia) sont à choisir avec parcimonie. Créez des liens vers des articles approfondissant le sujet. Les termes génériques sans rapport avec le sujet sont à éviter, ainsi que les répétitions de liens vers un même terme.
- Les liens externes sont à placer uniquement dans une section « Liens externes », à la fin de l'article. Ces liens sont à choisir avec parcimonie suivant les règles définies. Si un lien sert de source à l'article, son insertion dans le texte est à faire par les notes de bas de page.
- La présentation des références doit suivre les conventions bibliographiques. Il est recommandé d'utiliser les modèles {{Ouvrage}}, {{Chapitre}}, {{Article}}, {{Lien web}} et/ou {{Bibliographie}}. Le mode d'édition visuel peut mettre en forme automatiquement les références.
- Insérer une infobox (cadre d'informations à droite) n'est pas obligatoire pour parachever la mise en page.

Pour une aide détaillée, merci de consulter Aide:Wikification.
Si vous pensez que ces points ont été résolus, vous pouvez retirer ce bandeau et améliorer la mise en forme d'un autre article.
Le musée allemand de l'horlogerie (allemand : Deutsches Uhrenmuseum) se situe près du centre de la ville de Furtwangen im Schwarzwald (Allemagne) dans la Forêt-Noire, un centre historique de l'horlogerie. Il présente des expositions permanentes et temporaires sur l'histoire de l'horlogerie. Le musée fait partie de l'Université des sciences appliquées de Furtwangen.

## À propos du musée
Le Musée allemand de l'horlogerie se consacre à l'histoire des appareils de mesure du temps. Un accent majeur est mis sur l'horlogerie dans la Forêt-Noire, à la fois dans sa fabrication artisanale qu'industrielle. Le musée possède une vaste collection d'horloges et d'autres objets liés à l'horlogerie, pas seulement ceux de la Forêt-Noire, mais de tout système d'observation du temps allant de la préhistoire à nos jours. La collection comprend les premiers pendules à coucou du XVIIIe siècle ainsi que les prototypes de la Forêt-Noire. Le travail de Robert Gerwig a constitué la base principale du musée.

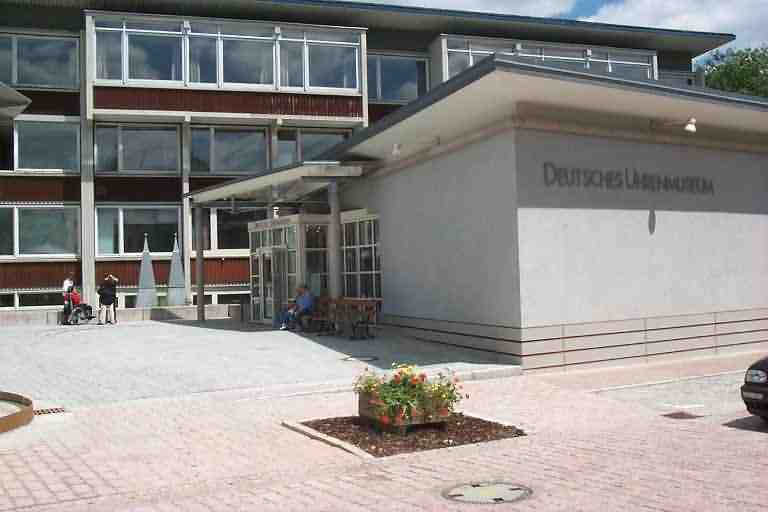
Deutsches Uhrenmuseum à Furtwangen

### Chronologie
1852 : Robert Gerwig, directeur de l'école d'horlogerie grand-ducale de Bade à Furtwangen, commence sa collection d'horloges anciennes.
1858 : Il expose sa collection lors d'un événement sur l'industrie de la Forêt-Noire à Villingen.
1874: Des horloges historiques ainsi que des produits contemporains de la région sont exposés dans la halle commerciale nouvellement construite.
1925 : Un premier catalogue de collection imprimé de la collection d'horloges historiques, par Adolf Kistner, répertorie plus de 1 000 horloges.
1959 : On inaugure un nouveau bâtiment à l'emplacement de l'ancien bâtiment en bois, tombé en décrépitude.
1975 : Le Land de Bade-Wurtemberg rachète l'importante collection d'horloges des fabriques d'horloges de Kienzle et la transfère au musée. En raison de l'expansion de sa collection la "Collection d'horloges historiques" prend le nom de "Musée allemand de l'horlogerie" en 1978.

1992 : Ouverture du bâtiment actuel du musée. Aujourd'hui, le musée allemand de l'horlogerie fait partie de l'université de Furtwangen.

## Expositions
Depuis 2010, le musée propose une exposition permanente, sur 1 400 mètres carrés, sur l'évolution des horloges et le concept d'horlogerie dans les pays occidentaux. Outre l'amélioration de la précision des horloges, elle dévoile les diverses exigences auxquelles les horloges et les montres répondaient afin de satisfaire les besoins de l'époque. Le musée présente également des objets à forte valeur historique. 
La visite couvre les thèmes suivants :
- Histoire des Horloges et du Temps jusqu'à l'Industrialisation ;
- Horloges de la Forêt-Noire ;
- Montres de poche et montres-bracelets ;
- Temps modernes et instruments de musique mécaniques.

### Histoire des horloges et du temps jusqu'à l'industrialisation
Jusque tard dans le XXe siècle, les horloges se basent sur la course du soleil et des étoiles dans le ciel. Cette connexion est clairement établie dans les œuvres du XVIIIe siècle avec leurs modèles d'horlogerie du cosmos.
Plusieurs objets sont à noter : l'horloge à calendrier astronomique de Thaddäus Rinderle, de 1787 (Inv. 16-0033) ; le planétarium copernicien de 1774 (Inv. 43-0002) et une horloge globe de 1788 (Inv. 43 -0001) de Philipp Matthäus Hahn.

Selected examples
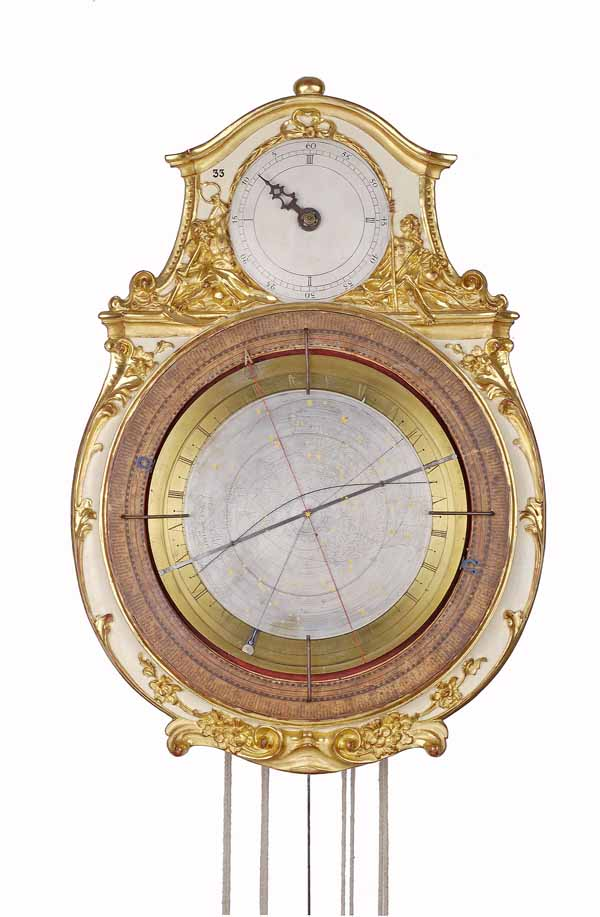
Horloge astronomique et géographique, Thaddäus Rinderle, 1787 (Inv. 16-0033)
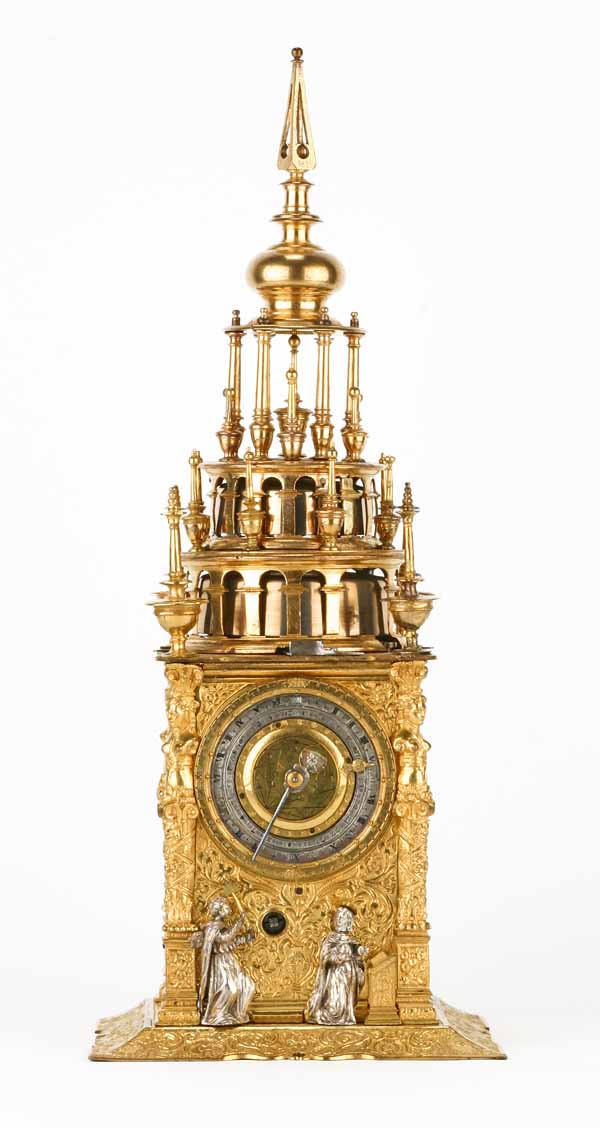
Pendule Renaissance, Hans Koch, vers 1580 (K-1288)
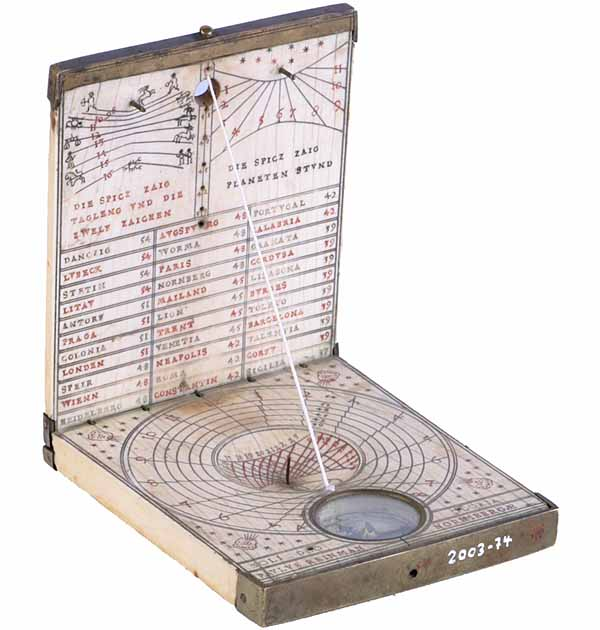
Cadran solaire en ivoire, Paulus Reinmann, Nuremberg, 1605 (Inv. 2003-074)
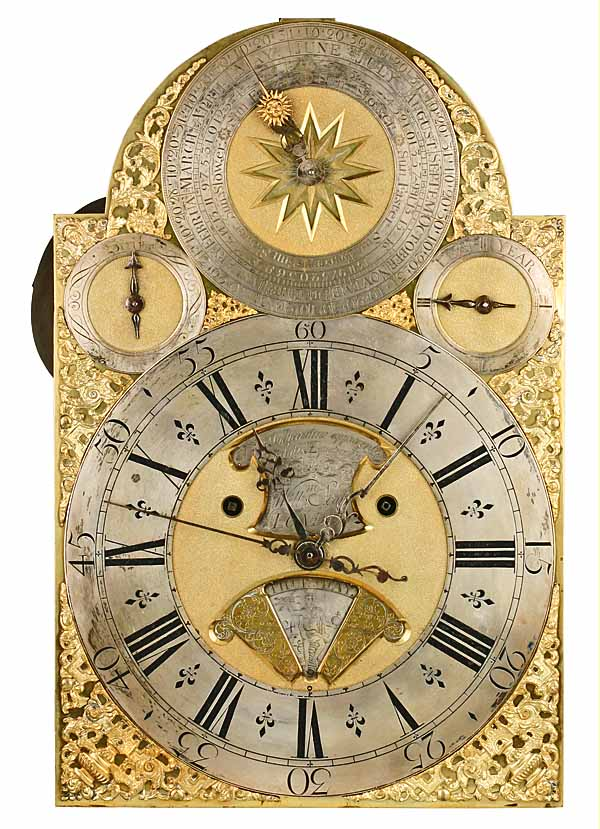
Cadran d'horloge grand-père avec affichage de l'heure vraie, William Scafe, vers 1730 (Inv. 2009-054)
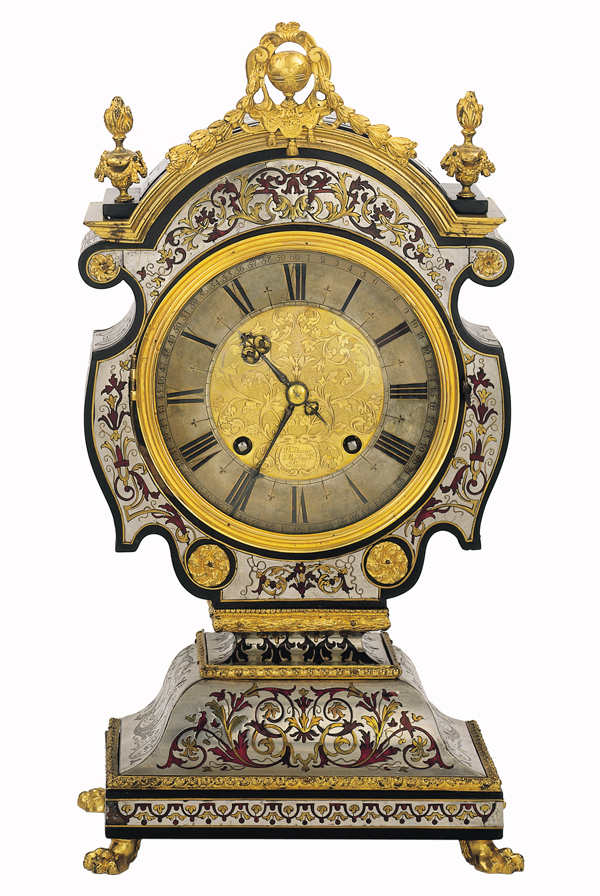
Tête de Poupée, Balthazar Martinot, vers 1700 (Inv. 2004-119)
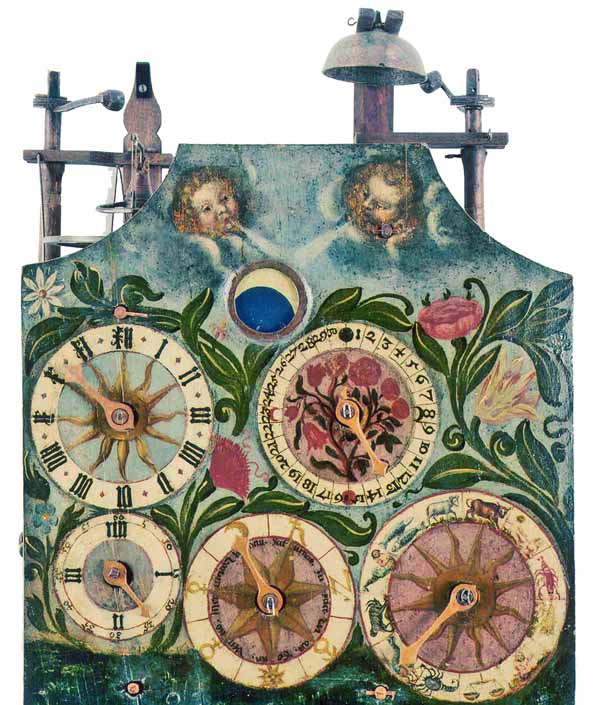
Horloge à calendrier astronomique, vers 1760-1770 (Inv. 16-0014)
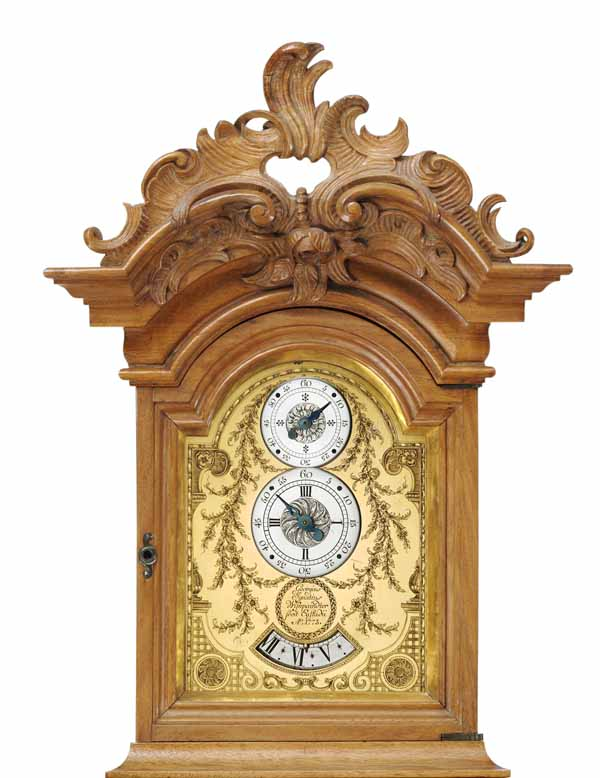
Ancienne horloge à pendule de précision allemande basée sur un dessin d'Ignaz Pickel, 1775 (Inv. 2010-051)

### Horloges en bois de la Forêt Noire
Aux XVIIIe siècle et XIXe siècle, la Forêt-Noire fournit le monde en horloges bon marché. Dans de nombreux petits ateliers d'horlogerie, on fabriquait des horloges en bois peu coûteuses.
Un cadran en bois avec un fond blanc et un motif peint de couleurs vives décore ces horloges pendant tout le XIXe siècle. Dès la seconde moitié du XVIIIe siècle, la pendule en tôle vernie (Lackschilduhr) domine le marché européen. Plus tard, elle trouve son chemin outre-mer et en Extrême-Orient. La conception de la plaque d'horloge varie en fonction du pays vers lequel elle s'exporte. Les commerçants de la Forêt-Noire, les porteurs d'horloges (Uhrenträger), vendaient les horloges sur place.

Selected examples
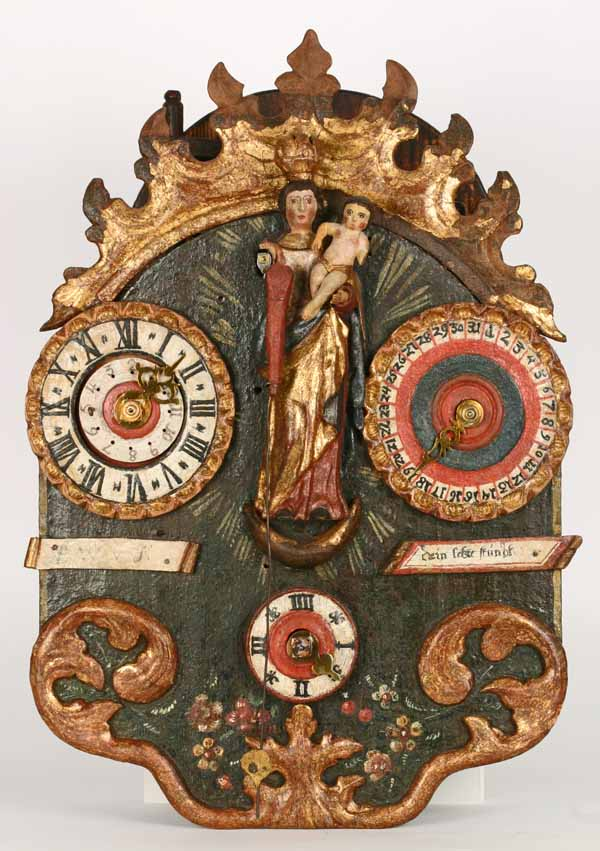
Horloge à crémaillère en bois avec figure de Madone, vers 1760 (Inv. 16-0519)
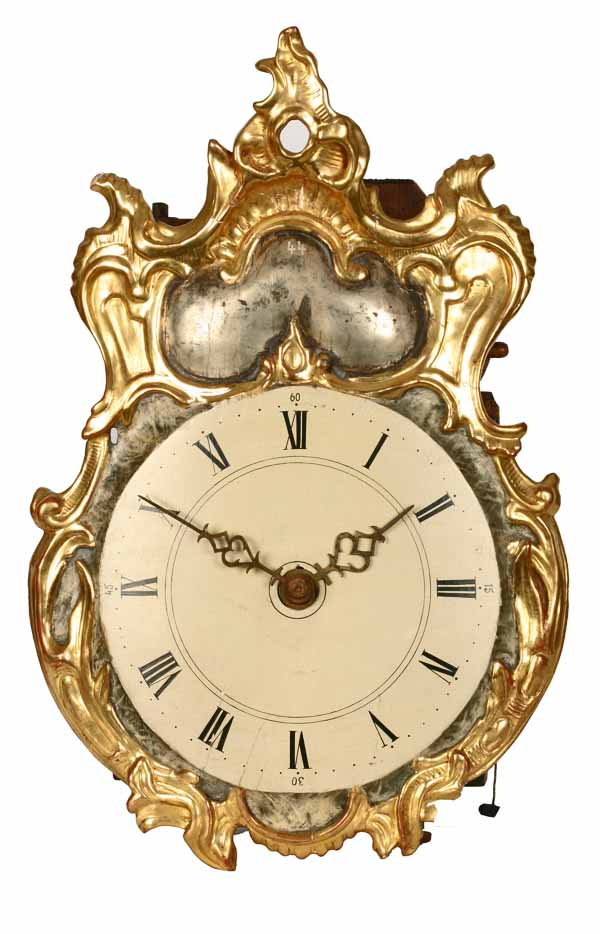
Horloge musicale à cadran baroque de Matthias Faller (?), vers 1770-1780 (Inv. 14-0044)
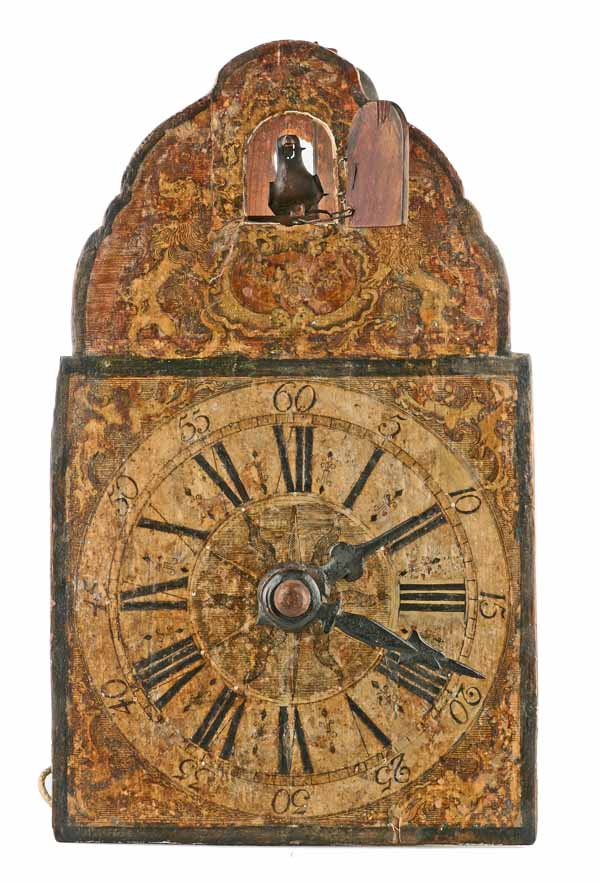
Pendule à coucou, Johannes Wildi, vers 1780 (Inv. 2008-024)
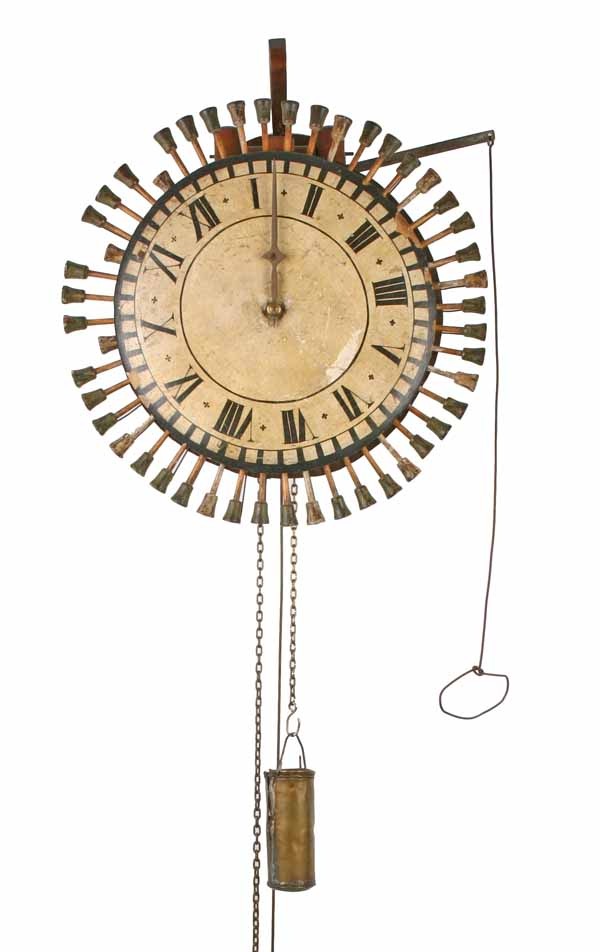
Horloge de veilleur ( Waechterkontrolluhr ), Valentin Kammerer, 1806 (16-0477)
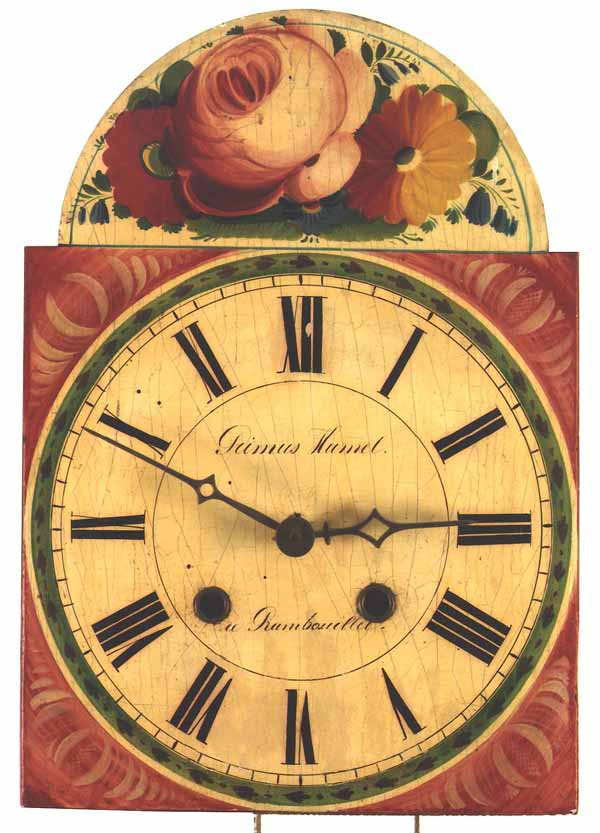
Pendule peinte ( Lackschilduhr ) pour le marché français, Joseph Hummel, vers 1840 (Inv. 04-0616)
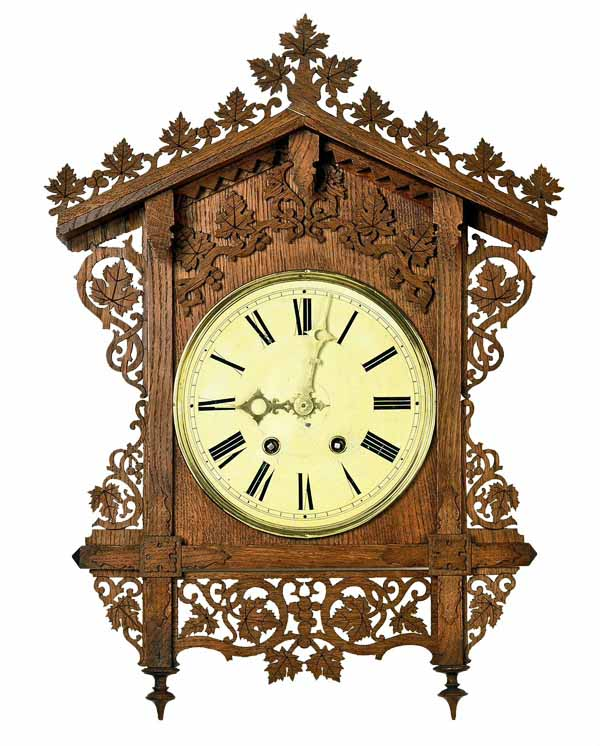
Horloge de chemin de fer pour une petite gare sur un dessin de Friedrich Eisenlohr (en), Kreuzer, Glatz & Co., ca. 1853/54 (Inv. 2003-081)
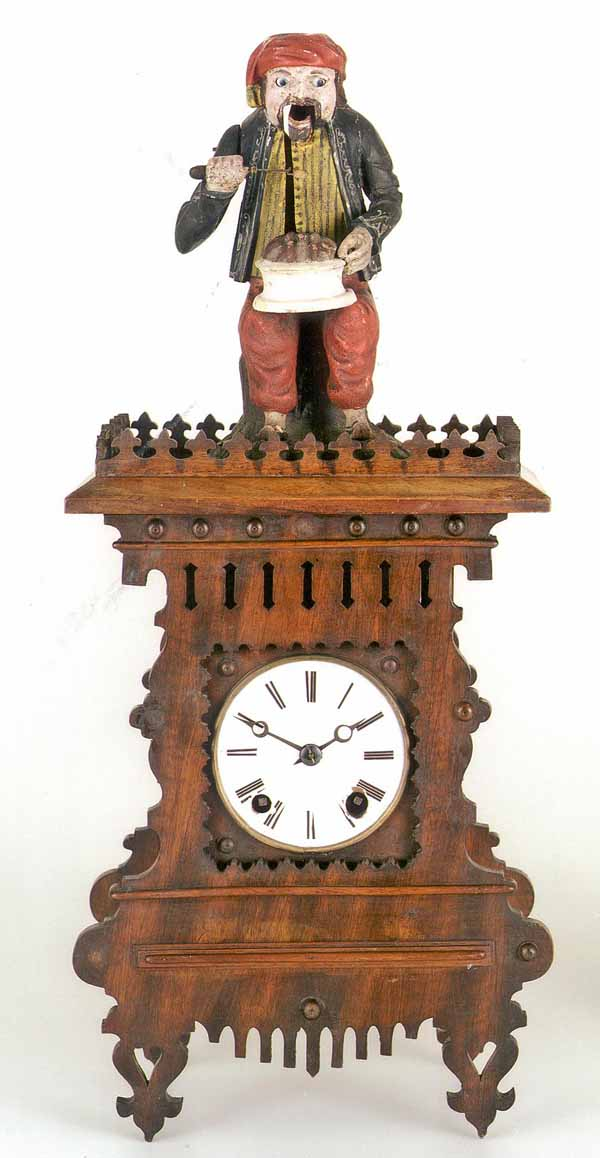
Horloge figurine Knödelesser, Anton Häckler, vers 1870 (Inv. 06-2080)

### Horlogerie en Forêt-Noire
Dans la seconde moitié du XIXe siècle, les fabriques d'horloges supplantent la fabrication traditionnelle de l'horlogerie à domicile. Au départ, des entreprises relativement petites émergent et se spécialisent dans la production de petites séries d'horloges de haute qualité basées sur le prototype traditionnel. Au fil du temps, les usines qui connaissent le succès se situent en particulier dans la moitié wurtembergeoise (est) de la Forêt-Noire et la région voisine de Baar. Elles adoptent de nouveaux types d'horloges, comme des réveils, adaptés aux processus industriels. 

Selected examples
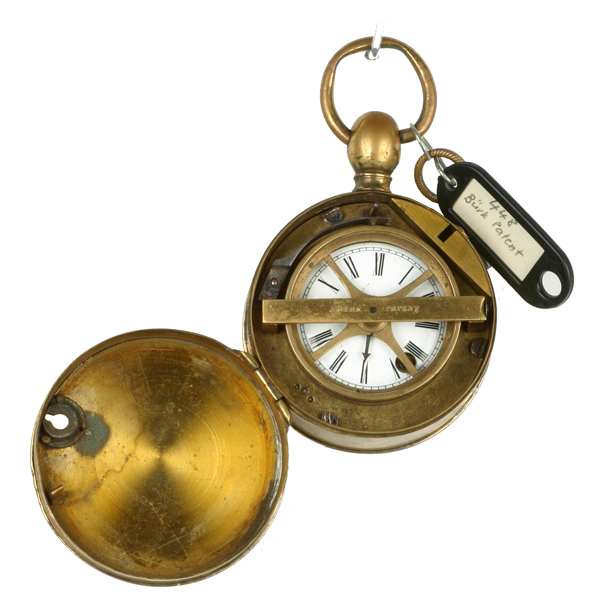
Pendule de guet "Bürk Patent", vers 1860 (Inv. 2007-109)
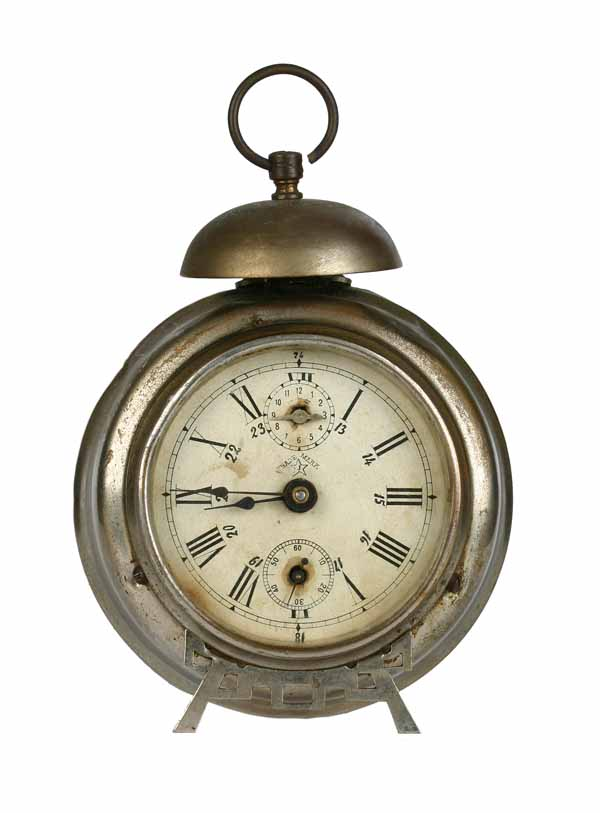
Réveil muscade et mouvement W10, Junghans, vers 1890 (Inv. 2010-021)
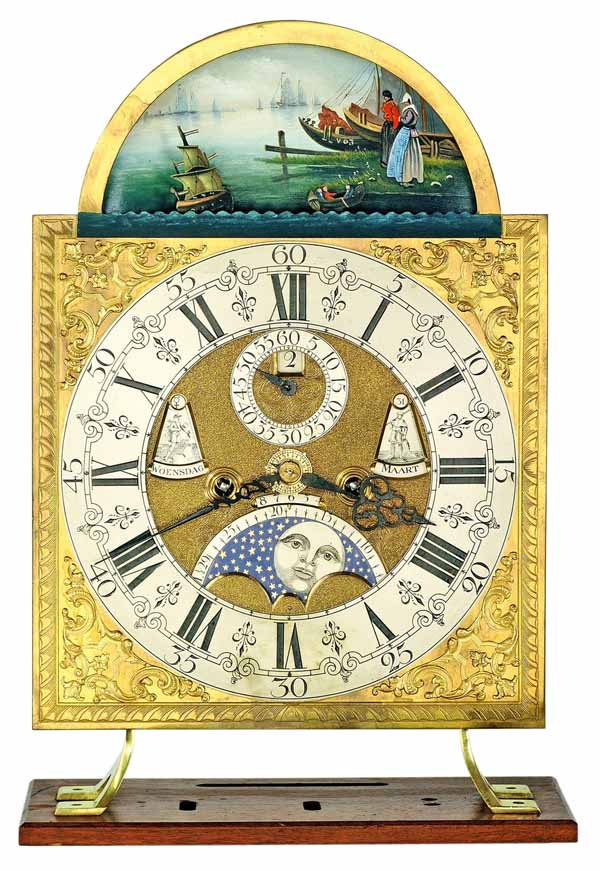
Mouvement pour une horloge hollandaise, L. Furtwängler Söhne, vers 1905 (Inv. 16-0663)
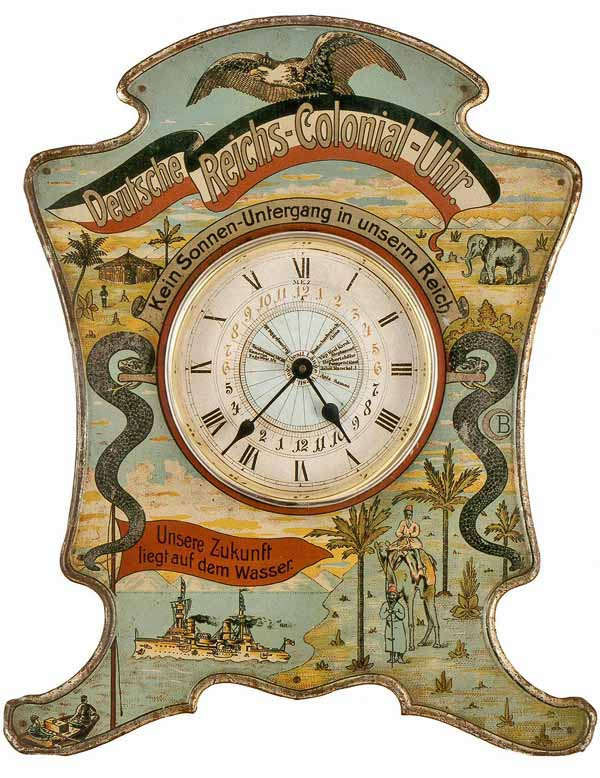
Horloge coloniale impériale ( Reichskolonialuhr ), Badische Uhrenfabrik, 1905 (Inv. 1997-029)
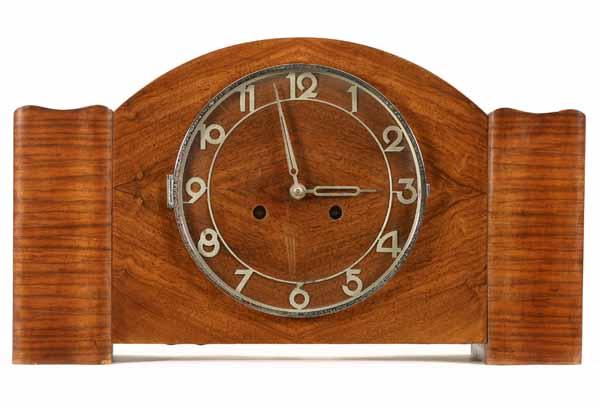
Pendule buffet ( Buffetuhr ) avec gong allemand, Kienzle Uhren, 1933 (2009-063)
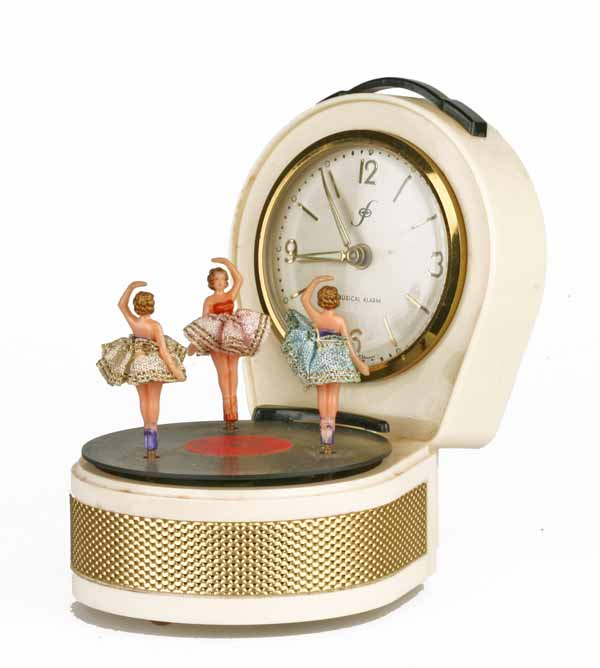
Réveil à mécanisme musical, Fichter, vers 1960 (Inv. 2009-098)
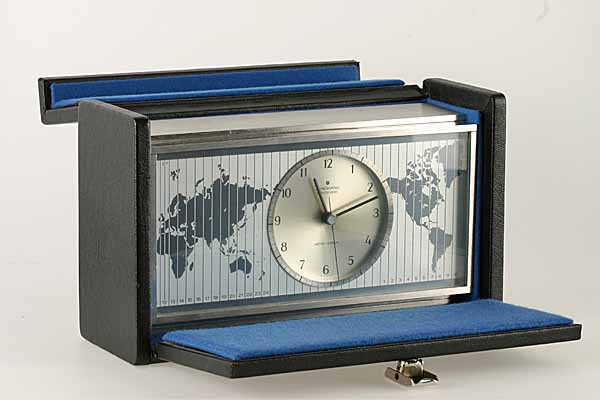
Pendule à quartz "Astrochron", Junghans, 1966 (Inv. 1995-603)

### Montres de poche
Aux XVIe siècle, les horloges de cou parfois volumineuses (Halsuhren) sont plus un bijou coûteux qu'une montre précise. Ce n'est que vers 1800 que les premières montres de poche se diffusent au sein de la noblesse terrienne et pour la science, mais au mieux elles affichent les minutes. Cependant, à la suite de la fabrication industrielle de la seconde moitié du XIXe siècle, la montre de poche devient un objet de tous les jours.

Selected examples
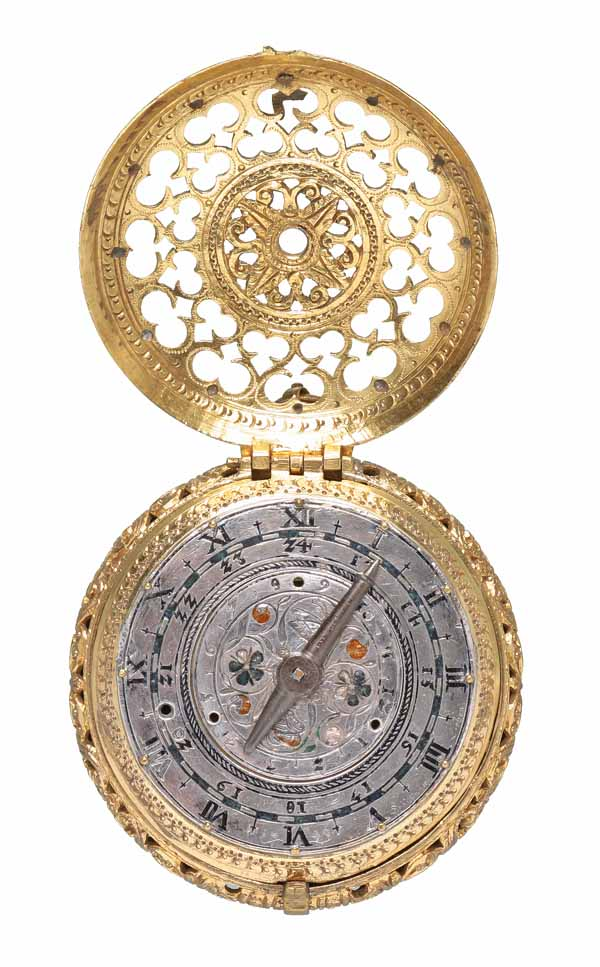
Horloge de cou avec alarme, Johannes Reinbold, vers 1600 (Inv. K-0473)
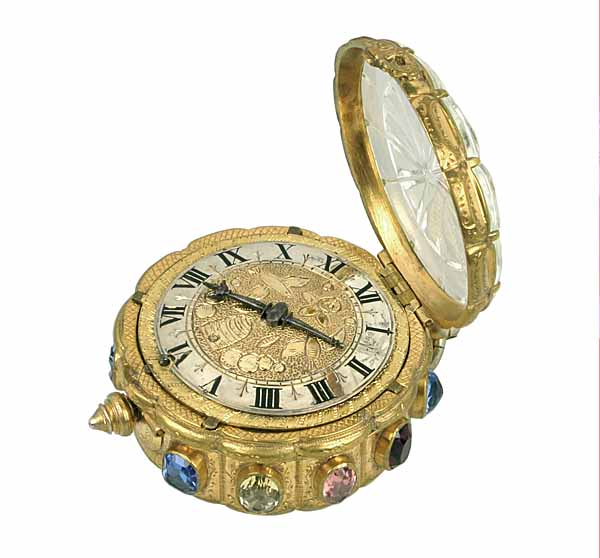
Montre de poche en or, Balthasar de Paep, vers 1600 (K-0458)
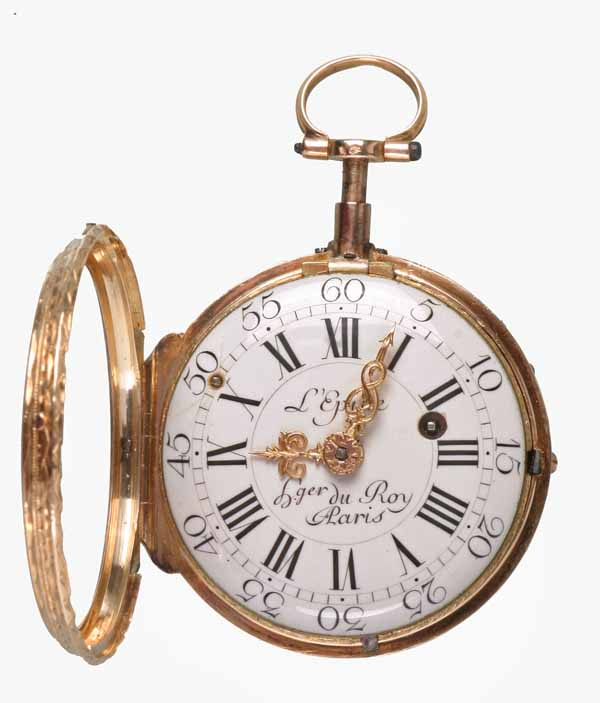
Montre de poche, L'Epine, vers 1760 (K-0545)
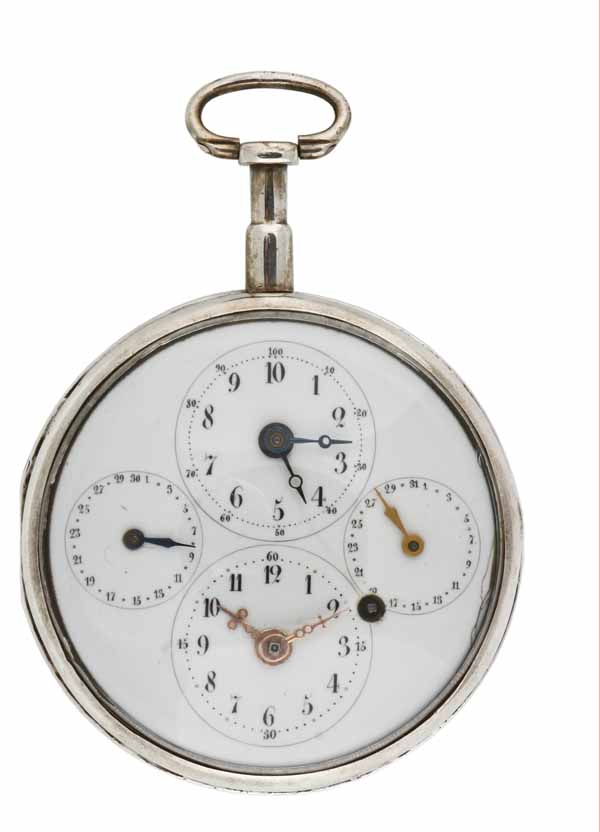
Montre de poche "Revolution" ( Revolutionstaschenuhr ), affichage conventionnel et décimal, vers 1795 (K-0714)
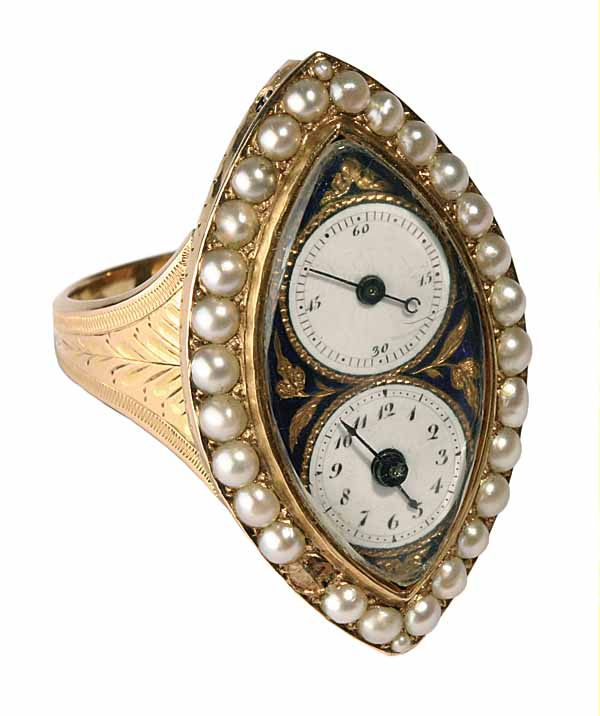
Bague avec montre, vers 1800 (Inv. K-1369)
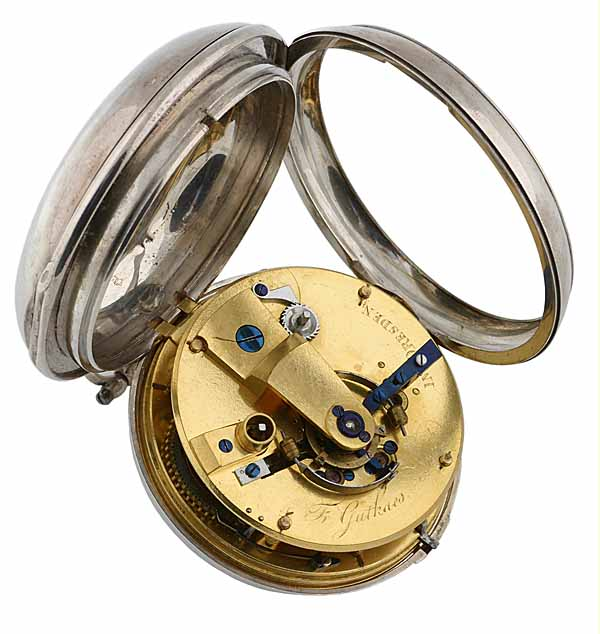
Chronomètre de poche, Friedrich Gutkaes, vers 1820 (Inv. K-0746)
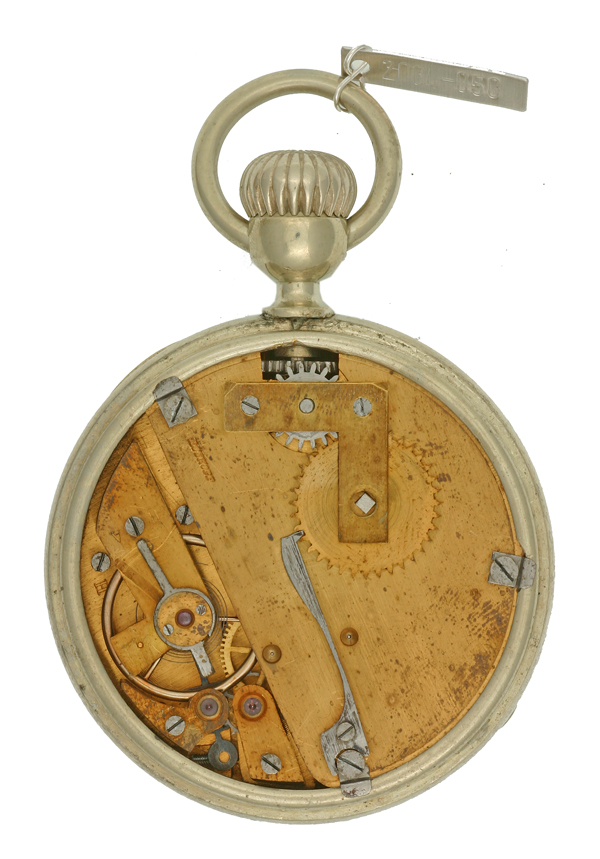
Montre de poche La Prolétaire, Georges Frederic Roskopf, vers 1870 (Inv. 2004-050)

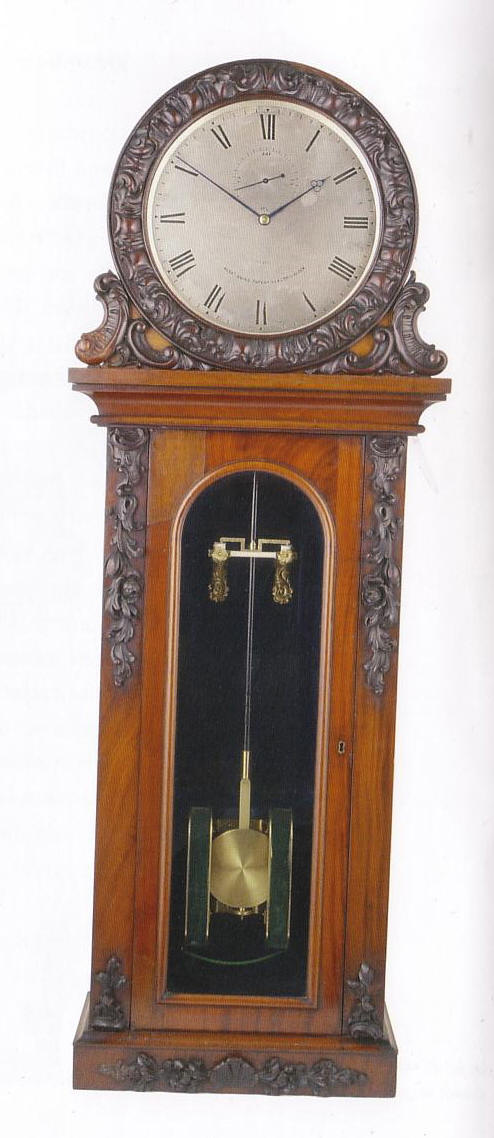
Horloge à pendule électrique, vers 1845, par Alexander Bain, l'une des premières horloges électriques

## Objets notables
Parmi les objets notables des expositions permanentes figurent :
- L'horloge Hans Lang de la fin du XXe siècle, une horloge astronomique unique en son genre ultra-compliquée [6]
- L'une des premières horloges à pendule à impulsion électrique, par Alexander Bain (Royaume-Uni, vers 1845) [7]
- L'horloge astronomique unique fabriquée en 1787 par le prêtre bénédictin Thaddãus Rinderle à l'abbaye Saint-Pierre de la Forêt-Noire [8]
- La monumentale horloge musicale à automates d'env. 1880 par August Noll
- Un orrery mécanique (planétarium) et une Weltmaschine par "Priestermechaniker" Philipp Matthäus Hahn [9]
- L'une des premières horloges (Paris, 1680) utilisant un pendule comme étalon de temps, une invention de Christiaan Huygens

## Tourisme et visiteurs

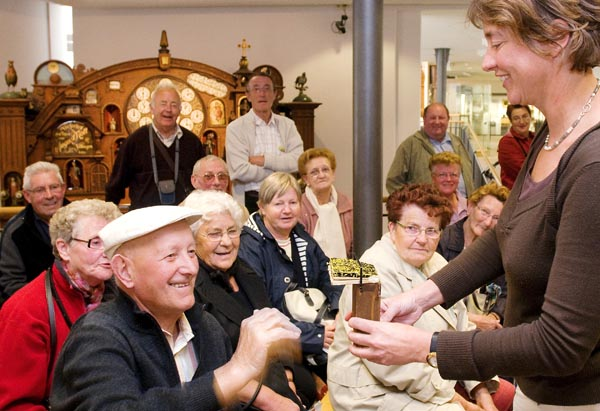
Visite guidée interactive

En 2006, le musée est l'un des 365 lieux sélectionnés pour représenter l'Allemagne dans le cadre du concours Land of Ideas du chancelier fédéral. En 2008, le musée reçoit la distinction en tant que « point d'ancrage sur la Route européenne du patrimoine industriel. Dans le même temps, le musée est devenu une étape importante sur la route allemande de l'horlogerie qui relie les lieux de la région associés à l'horlogerie.

## Musées similaires
- Musée Cuckooland (Tabley, Angleterre)
- Musée International d'Horlogerie (La Chaux-de-Fonds, Suisse)
- Dorf- und Uhrenmuseum (Gütenbach, Allemagne)
- National Watch and Clock Museum (Lancaster, Pennsylvanie, États-Unis)
- Museum für Uhren und mechanische Musikinstrumente (Oberhofen am Thunersee, Suisse)
- Observatoire royal de Greenwich (Greenwich, Londres, Angleterre)
- Musée Speelklok (Utrecht, Pays-Bas)
- Musée de l'horloge de Przypkowscy (Jedrzejow, Pologne)

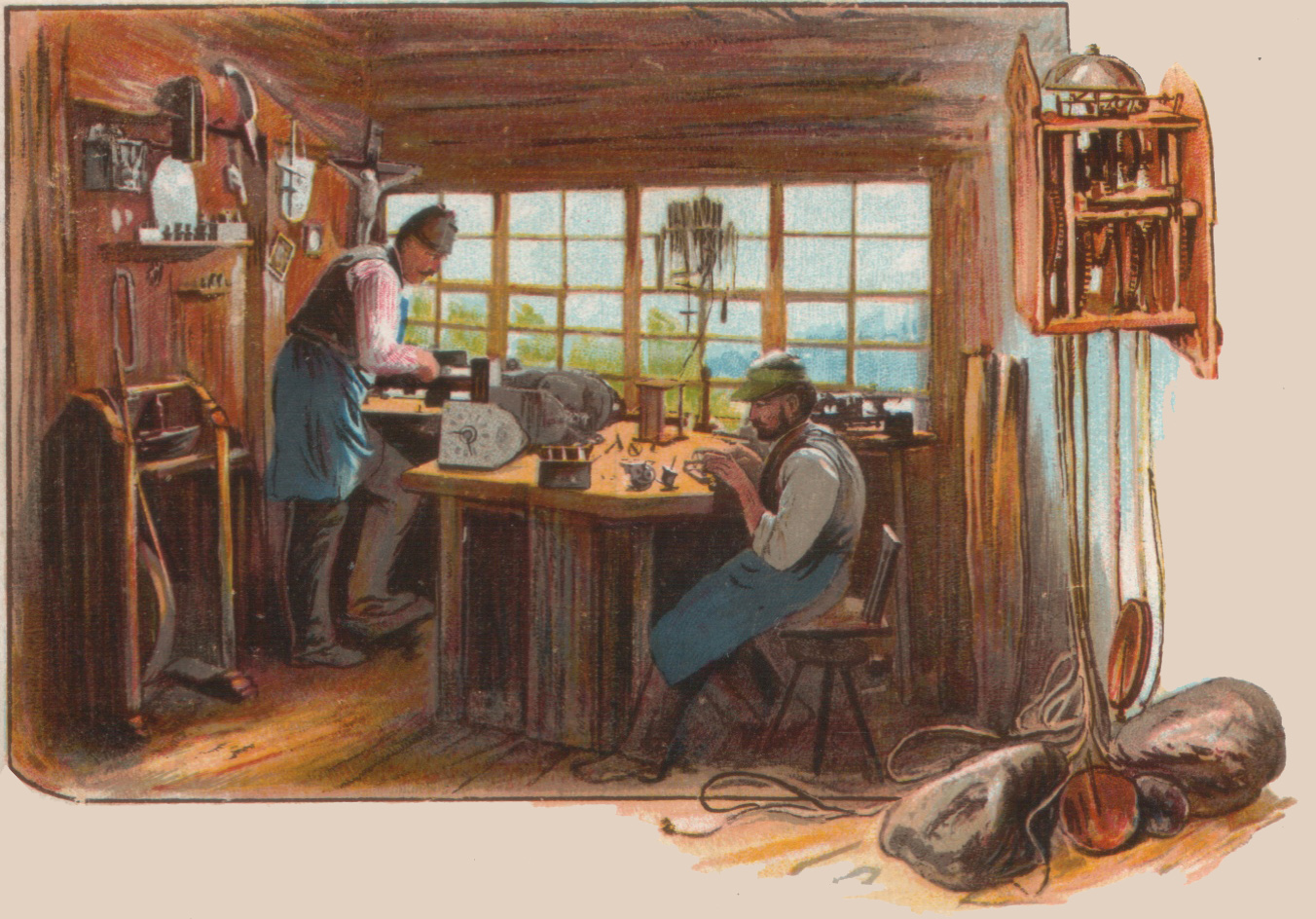
Carte postale : atelier domestique en Forêt-Noire - III. Horlogerie en Forêt-Noire